# Seekarlspitze
Die Seekarlspitze ist mit 2261 m ü. A. der zweithöchste Gipfel im Rofan, einer Untergruppe der Brandenberger Alpen im österreichischen Bundesland Tirol. Ihren Namen trägt die Spitze nach dem kleinen, auf 2100 Metern Höhe, südlich unterhalb liegenden Seekarlsee. Der hornförmige Gipfel ist Bestandteil des ost-westlich verlaufenden Rofan-Hauptkamms. Die Nordseite der Seekarlspitze besteht aus einer massiven, nahezu senkrechten, bis 400 Meter hohen Wand, die für Kletterer attraktive Routen in den oberen Schwierigkeiten bietet. Die Südseite ist durch zahlreiche Wanderwege für den Wander-Tourismus erschlossen, durch die Ostseite führt ein Klettersteig.

## Umgebung
Die Seekarlspitze liegt im südwestlichen Bereich des Rofans und bildet den zweithöchsten Punkt des hier west-östlich verlaufenden Hauptkamms. Benachbarte Berge sind im Verlauf des Westgrats, getrennt durch die Seekarlscharte auf etwa 2000 m, das 2236 Meter hohe Spieljoch, im Südosten der Roßkopf mit 2246 Metern Höhe und, weiter im Osten, getrennt durch die Grubascharte (2103 m), die 2259 Meter hohe Rofanspitze. Nach Norden fällt das Gelände hinab zur Ampmoosalm (1784 m) und nach Südwesten zum Achensee. Nächstgelegener Ort ist im Süden Maurach am Achensee in etwa 4 Kilometer Luftlinie; gut 6 km im Norden liegt Steinberg am Rofan.

## Geologie
Siehe Artikel Hochiss

## Touristische Erschließung
Da das Gebiet durch seinen fruchtbaren Boden schon früh besiedelt wurde und von Süden her die Berge leicht zu ersteigen sind, gibt es keine Überlieferungen zu Erstbesteigungen. Ein dichtes Wanderwegnetz führt durch das Rofangebirge und die Seekarlspitze ist leicht von der Erfurter Hütte, auf 1831 Metern nördlich oberhalb von Maurach, aus zu erreichen. Der Normalweg (leichtester Anstieg) führt nördlich bis hinauf zum Spieljoch mit einigen Seilversicherungen, dann teilweise über steiles Gras zum Seekarlspitzengipfel. Seit 2010 führt eine Sektion des Achenseer 5-Gipfel-Klettersteiges im Schwierigkeitsgrad B/C durch die Ostflanke, teilweise auch durch die Nordwand auf die Seekarlspitze.

## Klettern
Anspruchsvolle Kletterrouten gibt es, ähnlich wie bei der Hochiss, in der fast 400 Meter hohen Nordwand. 1909 begann das Alpinklettern an der Seekarlspitze mit der Nieberl-Klammer-Führe im heutigen Schwierigkeitsgrad UIAA IV+. 1923 wurden von Hans Fiechtl und E. Schmid zwei Routen eröffnet, der sogenannte Trichterweg im Schwierigkeitsgrad UIAA V und der Weg über das Ypsilon im UIAA-Grad VI+, oder technisch geklettert, VI-/A1. Weitere Führen bis zur Schwierigkeit UIAA VII+ kamen seit den 1930er Jahren dazu. Die Kletter-Erschließung fand ihr vorläufiges Ende mit der im Jahr 2000 eröffneten Route No risk, no fun (UIAA VIII-) durch R. Moser und G. Gapp.